# ایوووه
ایوووه (به لهستانی:  Iwowe) یک روستا در لهستان است که در گمینا بوروویه واقع شده‌است.